# Stanislav Čeček
Stanislav Čeček (ur. 13 listopada 1886 w Líšnie – obecnie część miasta Bystřice u Benešova; zm. 29 maja 1930 w Czeskich Budziejowicach) – czeski generał.

## Życiorys
Po ukończeniu Akademii Handlowej w Pradze i Wyższej Szkoły Handlowej w Lipsku pracował w Rosji jako urzędnik.
W sierpniu 1914 r. wstąpił do Drużyny Czeskiej, z którą brał udział w wielu akcjach wywiadowczych oraz bojowych.
Zwrócił na siebie uwagę podczas ofensywy generała Brusiłowa (1916) oraz w bitwach pod Zborowem (1917) i Bachmaczem (1918). Latem 1918 r. był komendantem tzw. penzenskiej grupy wojsk czechosłowackich, z którą przebił się do Wołgi i potem aż za Ural. W 1918 r. został mianowany generałem. W latach 1919–1920 był komendantem czechosłowackich wojsk na Dalekim Wschodzie (we Władywostoku).
Stanislav Čeček wrócił do ojczyzny w 1920 r. Potem studiował na Wyższej Szkole Wojennej w Paryżu (1921–1923). W latach 1923–1929 był naczelnikiem Wojskowej Kancelarii Prezydenta Republiki. W 1929 r. został komendantem dywizji piechoty w Czeskich Budziejowicach. Od 1927 r. był generałem dywizji. Zmarł wkrótce po operacji w wieku 43 lat. Został pochowany w Bystřicach u Benešova.

## Odznaczenia
- Order Lwa Białego I klasy (pośmiertnie, 2018)[3]
- Order Sokoła
- Order św. Włodzimierza – Imperium Rosyjskie
- Order św. Stanisława – Imperium Rosyjskie